# Alfred Guillaume
Alfred Guillaume (1888 – 30 novembre 1965) è stato un arabista e islamista britannico.

## Carriera
Guillaume imparò l'arabo dopo aver studiato teologia e Lingue orientali nell'University of Oxford. Nella prima guerra mondiale operò in Francia e poi nell'Arab Bureau del Cairo.
Tornato nel Regno Unito, divenne professore di Arabo e capo del Dipartimento del Vicino e Medio Oriente nella School of Oriental and African Studies, dell'University of London.  Fu poi Visiting Professor di Arabo nella Princeton University del New Jersey.
Durante la seconda guerra mondiale il British Council lo invitò ad accettare un posto di visiting professorship nell'American University of Beirut dove egli ampliò notevolmente la sua cerchia di amici con musulmani. L'Accademia di Lingua araba di Damasco e l'Accademia reale di Baghdad gli resero onore eleggendolo tra i loro membri, e l'Università di Istanbul lo prescelse come primo conferenziere straniero sul tema della teologia cristiana e islamica.

## Opere
È assai noto come autore di Islam, pubblicato dalla Penguin Books, e come coautore, con Sir Thomas Arnold, del volume The Legacy of Islam, che è stato tradotto in numerose lingue.  Ha anche tradotto la "Sirah Rasul Allah" di Ibn Ishaq, pubblicato col titolo The Life of Muhammad. A translation of Ishaq's "Sirat Rasul Allah".
- The Life of Muhammad. A translation of Ibn Ishaq's Sirat Rasul Allah, Oxford University Press, 1955 ISBN 019636034X
- The traditions of Islam: an introduction to the study of the Hadith literature, ISBN 978-0836992601 Oxford, Clarendon Press, 1924
- (con Thomas Arnold), The Legacy of Islam, ISBN 978-8171512393 Oxford, Clarendon Press, 1931
- Kitāb Nihāyat al-iqdām fī ʿilm al-kalām / Abū ʾl-Fatḥ Muḥammad Ibn ʿAbd al-Karīm al-Šahrastānī Oxford University Press, 1934
- Prophecy and Divination Among the Hebrew and Other Semites, London, Hodder & Stoughton, 1938
- Hebrew and Arabic lexicography, Leiden, Brill, 1965
- Islam, ISBN 978-0140135558 Hammondsworth, Penguin, 1954